# Іскушта
Іскушта́ (рос. Искушта, башк. Исҡушты) — село (колишнє селище) у складі Бєлорєцького району Башкортостану, Росія. Входить до складу Ассинської сільської ради.
До 17 грудня 2004 року село перебувало у складі Мулдакаєвської сільради.
Населення — 195 осіб (2010; 283 в 2002).
Національний склад:
- башкири — 84%